# Nago–Torbole
Nago–Torbole település Olaszországban, Trento megyében. Lakosainak száma 2788 fő (2023. január 1.). Nago–Torbole Arco, Malcesine, Mori, Brentonico, Riva del Garda és Ledro községekkel határos.

## Népesség
A település népességének változása:
| Lakosok száma | 2895 | 2817 | 2788 |
|               | 2017 | 2018 | 2023 |